# Hans Johansson (borgmästare)
John August Hans Johansson, född 7 november 1906 i Brunnby församling, Malmöhus län, död 1984, var en svensk borgmästare. 
Johansson, som var son till källarmästare August Johansson och Ingeborg Johansson, avlade studentexamen i Ystad 1926 och blev juris kandidat vid Lunds universitet 1931. Han fullgjorde tingstjänstgöring i Ingelstads och Järrestads domsaga 1931–1934, innehade fiskalsförordnande i Skånska hovrätten 1935, var sekreterare i Rönnebergs, Onsjö och Harjagers domsaga samt i justitiekanslersämbetet 1936–1941 och borgmästare i Ystads stad 1941–1961. Han var ordförande i Ystads civilförsvarsförening, civilförsvarschef i Ystad, styrelseledamot i Malmöhus läns civilförsvarsförbund och ordförande i Ystads simsällskap, Ystads gymnastikkrets och Skånes gymnastikförbund.